# Odejście
Odejście – forma manewru taktycznego. To opuszczanie zajmowanych rejonów, pozycji (linii). Manewr ten wykonywany jest w celu wyprowadzenia wojsk spod uderzeń przeważających sił przeciwnika, zajęcia bardziej dogodnego położenia do przyszłych aktywnych działań, zyskania czasu do stworzenia punktu ciężkości na innym obszarze.
Odejście to manewr wykonywany po zerwaniu kontaktu bojowego z przeciwnikiem i przeprowadzany w celu przegrupowania wojsk w inny obszar dla przygotowania ich do wykonywania nowego zadania. Podstawową cechą odejścia jest oddalanie się od przeciwnika. Aby powstrzymać i opóźnić ewentualny pościg na rubieżach pośrednich rozwija się ariergardy. Odejście przyjmuje zazwyczaj formę ubezpieczonego marszu odfrontowego. 
W czasie wykonywania obejścia obowiązują zasady dotyczące marszu, z uwzględnieniem specyfiki wynikającej z oddalania się od przeciwnika. Na ogół ugrupowanie wojsk podczas odejścia jest odwrotne niż podczas podchodzenia do przeciwnika. Zazwyczaj na czele maszerują oddziały logistyczne, a za nimi jednostki bojowe. Ubezpieczenia tylne powinny uniemożliwić przeciwnikowi oddziaływanie na  siły główne kolumny. W tym celu wycofujący się związek taktyczny organizuje ariergardę. Ariergardy z kolei ubezpieczają się szpicami, te zaś patrolami tylnymi. Stosuje się także ubezpieczenia boczne, które zwalczają przeciwnika wychodzącego na skrzydła odchodzących wojsk.
Skuteczność działania ubezpieczeń jest jednym z ważniejszych czynników decydujących o pomyślnym przeprowadzeniu manewru odejścia. Kolejnym jest utrzymanie optymalnej prędkości marszu sił głównych. Zapewnia się ją poprzez wydzielenie i zwolnienie na kierunku działania odpowiedniej liczby dróg, właściwe rozmieszczenie kolumn sił głównych, umożliwienie im bezkolizyjnego pokonywania różnorodnych przeszkód, w tym narzutowych pól minowych i rzek, a przede wszystkim poprzez skuteczną osłonę z powietrza.